# 미행성
미행성(planetesimal)은 태양계가 생겨날 때 존재했던 것으로 생각되는 작은 천체이다. 현재 유력하다고 생각되는 행성 형성론에 따르면, 미행성은 새로 태어난 항성 주위를 둘러싼 원시 행성계 원반 내에서 일어나는 강착 과정을 통해 만들어졌다고 한다. 원반에 포함된 얼음 조각이나 먼지가 서로 충돌하면서 처음에는 정전기력으로 합치다가 과정이 심화되면서 중력에 의해 큰 것이 작은 것들을 끌어당기면서 성장하여 미행성이 된다. 미행성 중 상당수는 최종적으로 격렬한 충돌로 인해 산산조각이 나지만, 원시행성계 원반 내에서 가장 커다란 것들은 대충돌들을 겪음에도 살아남아서 성장을 계속하여, 원시 행성 또는 행성이 되었다.
미행성의 범위가 정확히 어디부터 어디까지인가는 학자들에 따라 약간의 차이가 있다. 소행성이나 혜성처럼 태양계가 생겨난 이래로 계속 존재하는 천체들을 가리킨다고 보는 학자들도 있으며, 직경 10킬로미터 정도 크기 천체들로 한정하여 사용하는 경우도 있다.
지금부터 약 38억 년 전 태양계 형성 초기의 격렬한 충돌이 그쳤다. 이 당시 대부분의 미행성들은 목성형 행성(목성이나 해왕성)의 중력 섭동으로 인하여 이들에게 충돌하여 흡수되거나, 오르트 구름의 물질들처럼 멀리 떨어진 곳을 크게 찌그러진 궤도를 그리면서 돌게 되거나, 또는 태양계를 완전히 이탈하게 되었다.
현재 태양계에 있는 오르트 구름 물질들, 소행성대, 카이퍼 대 물질들은 이들 미행성이 아직까지 남아 있는 것으로 보고 있다. 이들 중 일부는 행성의 중력에 붙잡혀 위성이 되기도 했다. 대표적인 예가 화성의 포보스와 데이모스, 해왕성의 트리톤, 불규칙한 궤도를 그리는 목성과 토성의 많은 위성들이다.
거대충돌 가설에 의하면 태양계 생성 초기에 존재했던 테이아라는 가상의 미행성이 지구에 충돌하여 솟아오른 파편으로부터 달이 형성되었다고 한다.

## 같이 보기
- 강착
- 중행성
- 행성상성운